# 格賴姆斯嶺
74°38′S 110°30′W / 74.633°S 110.500°W
格賴姆斯嶺（英語：Grimes Ridge）是南極洲的山嶺，位於瑪麗伯德地的沃爾格林海岸，美國地質調查局根據測量和該國海軍的空中照片繪入地圖，現時由南極條約體系管理。